# 芝田安希
芝田 安希（しばた あき、1981年1月6日 - ）は、日本の元女子バレーボール選手、現指導者。

## 来歴
和歌山県御坊市出身。漁業を営む一家に生まれる。スポーツが大好きで楽しそうだったという理由で、小学3年よりバレーボールを始める。名田中学でもバレーボール部に所属し、近畿大会まで出場経験がある。合宿で訪れた京都成安高校（現：京都産業大学附属高校）のレベルの高い練習風景を目の当たりにして、同校出身だった佐伯美香へのあこがれもあって、同校からユニチカへ進みたいとの強い希望を持つようになる。幸い同校からも芝田にオファーがあり進学が決定した。
1999年、京都成安高校卒業後は希望が叶いユニチカに入社。2000年、ユニチカ休部に伴い東レアローズへ移籍。若手選手の多いチームを副主将として牽引した。
2008年、天皇杯・皇后杯全日本選手権優勝、2007-08プレミアリーグ初優勝の2冠に貢献。キャプテンであった向井久子の現役引退に伴い、同年6月よりキャプテンに就任した。
2010年、日本代表候補に選出されるが、辞退。同年5月27日、チームより現役引退が発表された。芝田の引退により、東レからユニチカでプレーした選手がいなくなった。
引退後は社業に専念していたが、2011年11月に東レアローズのマネージャーに就任した。
2013年9月に行われた国民体育大会で、滋賀県チームの一員として出場した。
東レを離れたのち、御坊市役所に勤務する傍ら2016年8月から和歌山県の国民体育大会バレーボールチームの監督に就任した。
2024年3月、9年間勤務した御坊市役所を退職。4月からユースチームの指導者として東レに復帰した。

## エピソード
愛称はタクト。高校入学時に先輩から名付けられたニックネームで指揮棒のこと。「チームの指揮を執れるような選手になれ」との思いがこめられているという。

## 球歴
- 全日本代表 - 2010年

## 所属チーム

### 選手
- 名田小学校
- 名田中学校
- 京都成安高等学校
- ユニチカ・フェニックス（1999-2000年）
- 東レアローズ（2000-2010年）

### 指導者
- 和歌山クラブ（2016-2024年）
- 東レアローズ滋賀U15（2024-）